# 성남여수초등학교
성남여수초등학교는 대한민국 경기도 성남시 중원구에 있는 공립 초등학교이다.

## 학교 연혁
- 2014년 1월 13일 경기도립학교 설치조례공포
- 2014년 3월 1일 초대 정은숙 교장 취임
- 2014년 3월 1일 성남여수초등학교 개교
- 2014년 3월 1일 초등 16학급, 특수 1학급 편성
- 2014년 3월 3일 시업식 및 입학식
- 2015년 2월 13일 제1회 졸업식(남 42명, 여 44명, 계 86명)
- 2015년 3월 1일 초등 19학급, 특수 1학급 편성
- 2015년 3월 2일 시업식 및 입학식